# NGC 6240
NGC 6240 es una galaxia en la constelación del ofiuco, remanente del choque entre dos galaxias progenitoras que dio origen a una galaxia enorme de dos núcleos.

## Doble núcleo
Los dos núcleos de esta galaxia tienen un agujero supermasivo, aunque la real existencia de este no ha sido confirmada. Después del choque estas galaxias se ha dado como resultado un fenómeno raro: una galaxia de dos núcleos como la galaxia de las antenas. Esta galaxia por la acción de sus dos núcleos podría desaparecer puesto que al confirmarse la existencia de este agujero negro que no sería uno sino dos, sería un sistema binario compuesto por los dos agujeros negros en la galaxia y posteriormente podría en unos millones de años fusionarse y acabar con la galaxia.

## Estrellas frente a la formación de un agujero negro supermasivo
Las fuentes de energía de las galaxias infrarrojas ultraluminosas ha sido abiertamente debatido. La luz infrarroja de las galaxias es generalmente originado por el polvo en el medio interestelar. Las galaxias infrarrojas ultraluminosas son notables en que ellas son anormalmente brillantes en el campo infrarrojo. La emisión infrarrojo del polvo en estas es sobre un trillón de veces más luminoso que el Sol (que tiene una luminosidad infrarroja de1012 L?). Los astrónomos han especulado que sus intensas regiones de formación estelar o su núcleo galáctico activo (el cual contiene agujeros negros supermasivos) pueden ser responsables del intenso calor en el polvo que produce la emisión, aunque el consenso en general es que ambos pueden estar presentes en la mayoría de estas galaxias. Estudiar su naturaleza ha sido difícil, esto es, porque el polvo en los centros de esas galaxias oscuras es observable en el espectro visible e infrarrojo y porque teóricamente ambos modelos, galaxia de las antenas y galaxias de núcleo activo, han demostrado que pueden verse similarmente. Debido a que NGC 6240 es el ejemplo más cercano a las galaxias infrarrojas ultraluminosas, los astrónomos la han estudiado intensivamente para comprender su fuente de alimentación.

## Observación de rayos X

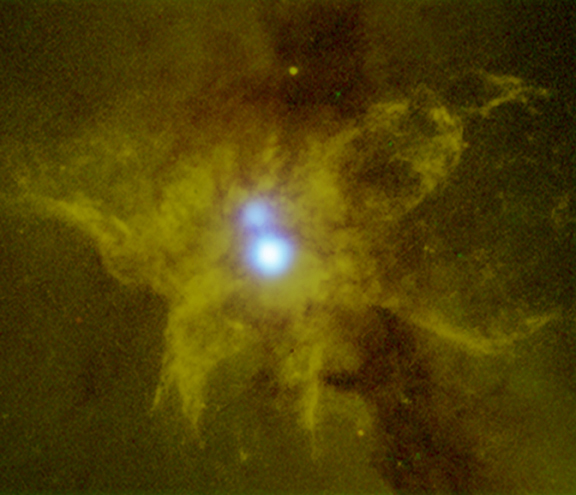
Imagen de rayos X de NGC 6240 tomada con la cámara del Observatorio Chandra X-Ray, superpuesta a una imagen óptica de la galaxia. La emisión de rayos X de los dos núcleos activos puede verse como dos brillos azules. Créditos: NASA.

Observaciones realizadas por Stefanie Komossa y colaboradores del Observatorio Chandra X-Ray han detectado una muy fuerte emisión de rayos X de ambos núcleos. La intensidad de esta emisión y la presencia de las emisiones de hierro pobremente ionizado o neutral indican que ambos núcleos están activos. Probablemente, estos son los agujeros negros que estuvieron en los centros de la fusión de dos galaxias. En el transcurso de millones de años, se espera que los dos agujeros negros acerquen y juntos formen un agujero negro supermasivo binario.